# Бабье царство (рассказ)
«Бабье царство» — рассказ Антона Павловича Чехова, опубликованный в 1894 году.

## Публикации

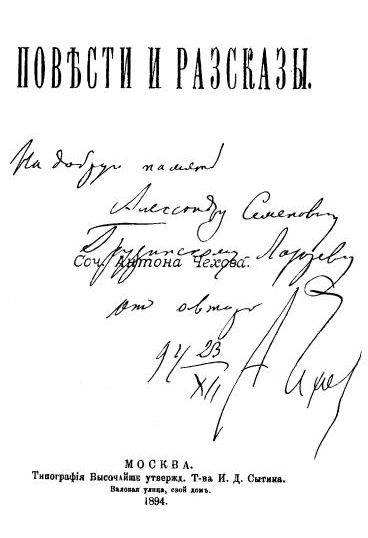
Титульный лист с дарственной надписью Чехова А. С. Лазареву (Грузинскому), 1894.

Рассказ «Бабье царство» написан в 1894 году, впервые опубликован в 1894 году в журнале «Русская мысль» № 1 с подзаголовком «Рассказ» и подписью Антон Чехов, в этом же году напечатан в сборнике «Повести и рассказы», вошёл в собрание сочинений писателя, издаваемое А. Ф. Марксом.
При жизни Чехова рассказ переводился на немецкий, венгерский и сербскохорватский языки.

## История создания
П. С. Попов считал, что рассказ написан по воспоминаниям автора о быте фабричных рабочих, которых он видел в городе Воскресенске в 1883—1887 годах. Владелица Ивановской суконной фабрики Анна Сергеевна Цурикова, после смерти мужа Павла Григорьевича Цурикова стала владелицей фабрики. Анна Сергеевна занималась благотворительной деятельностью и была попечительницей школы, в которой работал брат писателя И. П. Чехов. В праздники Анна Сергеевна принимала местное духовенство, церковный хор, фабричных мастеров и др. Чехов был знаком с учителем С. В. Соловьёвым, жившим на фабрике, и бывал у него.
По черновым наброскам Чехова видно, что замысел предполагал более масштабное произведение. Действие рассказа должно было занимать более чем сутки. Автором придуман персонаж Сливы — компаньонки Анны Акимовны. В напечатанном рассказе отсутствовал этот персонаж, не были развиты и сюжетные линии, касающиеся отношений Сливы с Лысевичем и лакеем Мишенькой.

## Персонажи
- Анна Акимовна Глаголева, 25-летняя владелица фабрики.
- Василий Никитич Чаликов, губернский секретарь, жена больна чахоткой, имеет пять малолетних дочерей.
- Пименов, мужчина тридцати лет, работник фабрики.
- Виктор Николаевич Лысевич, 42 года, присяжный поверенный.

## Сюжет
Рассказ состоит из четырёх частей с названиями: Накануне, Утро, Обед, Вечер. Описывается один праздничный день жизни владелицы фабрики Анны Акимовны. Анна Акимовна живёт в большом доме «с люстрами и картинами». Рассказ начинается с описания забот Анны Акимовны в предыдущий день. Она занимается разбором документов, вспоминает о бедном детстве. Свои дела на фабрике она не понимала и не любила. От приказчика она получает 1500 рублей, выигранных в судебном процессе, и не знает, что делать с этими деньгами. Вечером она поехала к чиновнику Василию Никитичу Чаликову, которому надумала дать эти полторы тысячи рублей. Зайдя к Чаликову, она повела с ним и его женой разговоры, постоянно думая, давать или не давать им деньги. Отдать она решилась Чаликову только 25 рублей и «две красных бумажки» (две по 10 р.) — на лечение . Потом в дом пришёл работник фабрики Пименов. Между Анной Акимовной и Пименовым произошёл разговор, в котором они согласились, что давать деньги таким людям, как Чаликов, бесполезно — всё равно они все пропьют. У Анны Акимовны даже промелькнула мысль: «Вот ему бы дать те полторы тысячи!»
Утром следующего дня Анну Акимовну поздравил с праздником Рождества Христова лакей Мишенька. Ему она дала пять рублей. Потом она принимала батюшку из больницы с дьячком, сестёр из общины, детей из приюта, двадцать служащих завода, учеников школы, где она была попечительницей. Посетители пели, закусывали и уходили. Среди посетителей был и Пименов. Анне Акимовне показалось, что Пименов очарован ею как женщиной. Она помечтала: «Вот влюбиться бы. И от завода избавиться бы…» Её покойный отец сделал бы просто — приказал ей выходить за Пименова и всё. Тогда завод попал бы в настоящие руки.
Последними приехали к хозяйке с визитом действительный статский советник Крылин и адвокат Лысевич. Виктор Николаич Лысевич признавался хозяйке в любви, хвалил Тургенева и Мопассана, призывал хозяйку к развратной жизни. Анна Акимовна, заслушавшись адвоката, сунула ему полторы тысячи рублей. После сытного обеда, выпивки и разговоров о фабрике и литературе, визитёры уехали.
Вечером Анна Акимовна сидела с домочадцами и ужинала. Ей опять «захотелось замуж, захотелось сильно, до тоски; кажется, полжизни и всё состояние отдала бы, только знать бы, что в верхнем этаже есть человек, который для неё ближе всех на свете, что он крепко любит её и скучает по ней». Пришедшая богомолка Жужелица предложила посватать её за Пименова. Однако окружающие сочли это за шутку, а лакей Мишенька сказал, что Пименов даже вилку держать не умеет. Анна Акимовна поняла, что её мысли о Пименове и их браке — «вздор, глупость и самодурство».

## Критика
Отзывы современников о рассказе были различны. В. В. Билибин с восторгом писал о рассказе Н. М. Ежову: «„Бабье царство“ мне очень нравится. Это глубоко задуманная и мастерски выполненная вещь…». Оценил «Бабье царство» и критик И. И. Горбунов-Посадов: «…написано прекрасно»; «Все лица его <рассказа> стоят передо мной как живые и наводят на печальные и строгие размышления. Прекрасно приведено у Вас, что мир рабочих, мир придавленной силы все вдали, как бы не является на сцену, но все время чувствуется».
В то же время в современной Чехову критике бытовало мнение, что некоторые произведения Чехова, в частности «Бабье царство», написаны эскизно и не завершены. В. П. Буренин считал, что рассказ «Бабье царство» представляет собой «начало большого романа», оборванного Чеховым «тогда, когда читатель ожидает дальнейшего развития этого интересного начала». Автор рецензии в «Русском обозрении» за подписью W. считал, что Чехов создал начало какой-то повести или романа. По его мнению, писатели, достигшие славы, имеют обыкновение публиковать «из своего портфеля все свои залежавшиеся наброски, этюды и обрывки» и спускать «их в журнале под видом как бы цельных „рассказов“».
Своё мнение о рассказе также высказывали критики В. К. Петерсен, Е. А. Ляцкий, А. Г. Горнфельд, В. Альбов и др. В частности, с точки зрения В. К. Петерсена, «обилие лиц, введённых г. Чеховым в этот сравнительно небольшой рассказ наряду с главным лицом, делает фигуру каждого из них несколько бледной (за исключением самой Анны Акимовны)».
Поэт и критик С. А. Андреевский обратил внимание на многообразие описанных Чеховым явлений и богатство проблематики: «В „Бабьем царстве“ вы встретите целую толпу типических лиц, как в „Крестном ходе“ Репина. Здесь есть и любопытные жанровые снимки с малоизвестных уголков московского быта, здесь и социальный вопрос, и вера, и ханжество, и жажда жизни, и жажда правды».
Большое внимание литературные критики уделяли образу Анны Акимовны. Так, В. Альбов считал поведение героини не в полной мере ясным и обусловленным: «...Почему она не может уйти <...>? По-видимому, просто потому, что она, как и Лаптев в рассказе „Три года“, раба своего положения. Но это не освещено в рассказе». Е. Ляцкий в своей статье в «Вестнике Европы» отмечал, что замысел Чехова — «раскрыть ложную психологию молодой купчихи-миллионерши» — представляет собой всего лишь «наивную попытку», которая успехом не увенчалась. В то же время, по мнению Петерсена, «личность героини, то положение, в которое она поставлена, и те душевные перипетии, которые она переживает, — если и не вполне новы в литературе <...>, то, во всяком случае, обличают в авторе живую наблюдательность и, так сказать, самостоятельное отношение к предмету, не довольствующееся уже пройденными путями и стремящееся найти новые черты в данной среде, лицах и явлениях».
Горнфельд в рецензии на сборник «Повести и рассказы» акцентировал внимание на концовки чеховских рассказов, в которых «герой неожиданно для себя и для читателя остановился, одумался, оглянулся — и страшный итог всей прожитой жизни вдруг появляется перед ним во всей беспощадной обнажённости и простоте: он жил не так — не так как хотел, как надо жить». Точно так и в рассказе «Бабье царство» подмечает критик: «Кончился день Анны Акимовны, шумный, праздничный день. Ничего в этот день не произошло ни особенного, ни печального, она не сделала ничего дурного. Но оставшись одна, она вдруг „зарыдала от стыда и скуки“».

## Экранизация
В 1976 году на Ленинградском телевидении по одноименному рассказу А. П. Чехова снят телеспектакль «Бабье царство». Режиссёр: Ю. Маляцкий. В ролях артисты: Н. Тенякова, Л. Неведомский, О. Басилашвили, П. Панков, Е. Каменецкий, А. Федеряева, Т. Иванова, А. Романцов, Г. Тейх, М. Пичикова, И. Соколова, К. Фадеева.